# الدوري المكسيكي الممتاز 1976-77
الدوري المكسيكي الممتاز 1976-77 (بالإسبانية: Primera División de México 1976-77)‏ هو موسم من الدوري المكسيكي الممتاز. كان عدد الأندية المشاركة فيه 20، وفاز فيه نادي أونيفرسيداد ناسيونال.